# 武器人間
『武器人間』（ぶきにんげん 原題：Frankenstein's Army (フランケンシュタインの兵士たち）は、2013年制作のオランダ・アメリカ合衆国・チェコ合作のアクション・ホラー映画。R-15指定。
フランケンシュタインの末裔のマッドサイエンティストが創り出した、死体に様々な機械を合体させた不死身の兵士が大暴れする恐怖をファウンド・フッテージの手法で描いた作品。
CMディレクターとして活躍する一方で、『WHO AM I?』、『ブラックブック』などにスタッフとして参加した経歴を持つオランダ出身の新鋭、リチャード・ラーフォーストの初監督映画作品である。
『ロード・オブ・ザ・リング』シリーズ、『ホビット』シリーズに参加したロジェ・サミュエルズが特殊効果を担当している。

## あらすじ
1945年、第二次世界大戦末期の東部戦線。ある密命を受けたソ連軍の偵察部隊がカメラを携えた記録係を伴い、ナチス・ドイツの占領地域へと向かう。
やがて一行は、古びた教会で謎の大虐殺が行われた現場に遭遇、さらにその地下で不気味な施設を発見する。そこは、禁断の実験に取り憑かれたフランケンシュタインの末裔であるナチスのマッドサイエンティスト、ヴィクター・フランケンシュタイン博士が最終兵器として死体と機械を合体させ、不死身の“武器人間”を製造している秘密工場であった。

## 登場人物
ヴィクター・フランケンシュタイン(三代)
演 - カレル・ローデン、日本語吹替 - 肝付兼太　
初代ヴィクター・フランケンシュタインの孫で武器人間を作った張本人。少年時代の動物実験の話を聞いたアドルフ・ヒトラーからの依頼を受け、教会の地下にある研究所で武器人間を製造していた。
表向きはナチスに協力しているものの、実際はこの世からナチズム・共産主義問わずあらゆる思想を消し去り、争いを終らせるという信念の下に活動しているが、その方法は自らの手によって人々の脳を改造し、人類すべてを武器人間に変えるという恐ろしいものである。
研究成果などを記録させながらディミトリを使って最後の実験をしようとするが、その直前にソ連軍の爆撃が始まったため、自身の研究を証明する為の証拠としてディミトリのカメラを持って逃亡を図るも、一人生き延びていたサシャに背後から射殺された。
セルゲイ
演 - ジョシュア・ザッセ、日本語吹替 - 木村昴
冷静な性格で偵察部隊のまとめ役。部隊の中では彼のみポーランド人であり、ディミトリにはあまり良く思われていない模様。ヴァシリとは何度も衝突する。部隊の中では唯一、妻子持ちで自分の子供を運命の子と呼んでいる。
ディミトリを処理機に落とした後、ヴィクター博士によって捕縛、傍で撮影しているディミトリに助けを求めるが聞き入られず、ディミトリへの呪詛を叫びながら生きたまま麻酔なしで頭部を切り開かれ死亡、その後ナチスの軍人の脳半分と自身の脳半分を組み合わせるという改造手術を施された。
ノビコフ
演 - ロバート・グウィリム、日本語吹替 - たてかべ和也
ソ連軍の軍曹で、偵察部隊の指揮官。作中、勝手な行動をしているディミトリを注意している。
教会へ到着した後に「ケロイダー」を見つけ射殺しようとするが、内臓を抉り出されてしまい、最終的にはヴァシリが介錯、部隊で最初の犠牲者となった。
ディミトリー・アスナ
演 - アレクサンダー・マーキュリー、日本語吹替 - 松本保典
通称ディマ。モスクワの国立映像学院を卒業後、軍に入隊。ソ連の指導者ヨシフ・スターリンの命を受け、ノビコフ軍曹率いる特別偵察隊の活動記録要員として派遣される。この物語の撮影係でユダヤ人。撮影中、勝手な行動でノビコフに何度も注意されるが、全く意に介さない。実は部隊の中では最高位の階級であり（軍曹であるノビコフすら知らなかった）、隊に派遣された真の理由は特別偵察隊を利用してヴィクター博士を捕獲し連行、それが不可能であれば抹殺する事であった。その為に彼らの家族や恋人を人質に取っている。なおこれはディミトリの家族も例外ではなかった。撮影は、万が一ヴィクター博士を殺害したりディミトリーを含めた特別偵察隊のメンバー全員が全滅したりしてしまってヴィクター博士を生け捕りにして連行する事ができなかった場合の証拠資料とする為である。
正体が露見した後はヴァシリから激しい暴行を受けた末、セルゲイに処理機に落とされる。その後ヴィクター博士と遭遇し、彼にソ連との取引を持ち掛けるが捕らえられてしまう。最後はサシャに助けを求めるも見捨てられ、改造されたセルゲイに顔面を食い千切られた。
サシャ
演 - ルーク・ニューベリー、日本語吹替 - 小原乃梨子
偵察部隊の中では最年少の兵士。大量の撮影機材を持たされる等、ディミトリにパシリ扱いされている。ディミトリに命令されると「何で？」と聞き返す癖があり、また頭の回転も悪く、ヴァシリにもあまり良く思われていない様子。
仲間が殺されていく中一人生き延びており、逃亡を図った博士を背後から射殺、切断した博士の首とカメラを手に無事帰還する。その後はエンディングの写真で、英雄としてスターリンと肩を並べる姿が確認できる。
イヴァン
演 - ホン・ピン・タン、日本語吹替 - 西村太佑
偵察部隊に所属する小太り体型の兵士。武器人間の「レイザーティース」にヘルメットごと頭を挟まれ重傷を負う。その後、ヴァシリに治療できれば命は助けてやるといわれたエヴァが、何とか処置しようとヘルメットを無理やり外そうとしてヘルメットごと脳みそを引き剥がしてしまい死亡。
その後ヴィクター博士によって右手にハンマー、左手に鎌を装備した武器人間に改造され一人探索を続けるディミトリに襲い掛かった。
ヴァシリ
演 - アンドレイ・ザヤッツ、日本語吹替 - 関智一
偵察部隊の中では、ノビコフを除き最古株の兵士。相手が誰であろうと口汚く暴言を吐き、女性や子供にも平然と暴力を振るう等、粗野で暴虐な態度が非常に目立つ。セルゲイとは特に仲が悪く、度々口論し「無線から離れないマヌケ」と罵っている。
ディミトリを処理機へ落とした後「ユダヤクソ隊長」と罵った。最終的には彼もまた左腕を切断された（ウォールゾンビに襲われたと思われる）状態でヴィクターに連れて行かれセルゲイと共に改造される。
アレクセイ
演 - マーク・スティーヴンソン、日本語吹替 - 前田一世
肩まである長髪と口髭が特徴の兵士。
教会に到着した日の夜に背後から現れた「モスキート」に頭をドリルで貫かれ死亡する。
エヴァ
演 - クリスティーナ・カタリーナ、日本語吹替 - 大原めぐみ
職業は看護師で教会で大虐殺が起きた際、他の者たちと共に隠れていた。
イヴァンを治療できなかったことでヴァシリに暴行されて気絶(もしくは殺害)され、後に武器人間「マミー・エヴァ」に改造され博士の助手として使役されている。
ヴィクター・フランケンシュタイン（初代）
メアリー・シェリー が発表した小説に登場するフランケンシュタインその人。孫のヴィクター博士は彼が確立した技術を使い武器人間を製造している。
ヴィクター・フランケンシュタイン（二代）
初代フランケンシュタインの息子にして三代フランケンシュタインの父親。彼もまた科学者ではあるが、息子とは異なり良識的な人物であった模様。
成長するにつれ狂気を帯びてくる息子を止めるため監禁しようとするが、逆に毒殺されてしまったという。
日本版予告編ナレーション
声 - 大山のぶ代
日本語版スタッフ
吹替翻訳 - 徐賀世子

## 武器人間
ヴィクター・フランケンシュタイン博士が祖父の残した技術を用いて作り出した兵器で様々な個体がいる。博士の命令しか聞かず、博士が死んだり離れたりすると暴走して目につくもの全てを破壊するように設計されている。
博士から電力を与えられて、生命活動を開始する。索敵方法は、音と光。ガンファイアや悲鳴に誘き寄せられるので、無闇な交戦は避けなければいけない。
動力源は電力と博士特製アイントプフ。アイントプフとはドイツの家庭料理で、ソーセージ・じゃがいも・たまねぎ・にんじんなどを入れたスープ、さらに特殊な薬品を混ぜて、武器人間たちに与えている。
不死身と言われるが、脳を撃ち抜かれると活動を停止する。戦闘を続行できなくなると修理を優先するようプログラミングされており自力で博士の元に帰ろうとする。
モスキート
手足に槍、口部にドリルを備えた個体。スリムで背が高い。
儚げな体躯に似合わず強靭で、銃弾を物ともせず、基本的に鈍重な武器人間の中では移動速度が速く、弱点の頭部もヘルメットに守られている強敵。詳細は不明だが、エヴァがイヴァンのヘルメットを外す場面でカメラがディミトリに向いた時、画面右上の奥で上から降りてくるのが確認できる。
ジャパンヘッド
戦闘機の先端をそのままくっつけた豪快な武器人間。
装甲に覆われた巨体で迫り、獲物をミンチにする。しかし動きが非常に遅く、前方以外はがら空きなので誰かを囮にして後方に回り、配線を切断すれば簡単に倒せる。配線を切ると炎上爆発し、破片が飛び散る。
プロペラヘッド
「ジャパンヘッド」と同じく戦闘機の先端を持つ武器人間。「ジャパンヘッド」と違い鮫の顔が描かれ、ハンマーを持っている。
公式サイトの図鑑に登場するのはこちらだが映画に登場するのは「ジャパンヘッド」の方で、「プロペラヘッド」は登場しない。
ウォールゾンビ
体格のいい男性の両腕を鎌に変えただけというシンプルな姿。武器人間のスタンダードとでもいうべき個体で、武装の異なる派生種も多い。
動きが遅く、鎌のリーチも短いため、攻撃自体はそれほど脅威ではないが、耐久力はかなりのもので狭い通路で複数に遭遇すると道が塞がれる。中にはコックのウォールゾンビも存在する。
ケロイダー
縫合跡が生々しい裸の武器人間。右手のドリルで敵を貫く。
起動時に「ハイル！」と敬礼姿勢を取る忠誠心を持つ。集録されている制作の舞台裏では女性が演じている。
レイザーティース
全身を鎧で固めた武器人間。開閉式の頭部装甲には鋭利な歯が付いており、これで敵を挟んで攻撃する。動きは遅い。
リーチが短すぎて不意打ち以外で攻撃を食らわないかもしれないが、全身が鎧で覆われており銃が効かず倒すとなると手榴弾くらいは必要になる。
マミィー・エヴァ
エヴァを元に作られた白衣を着た看護師風の武器人間。戦闘用ではなく、博士の助手である。
右手は用途によって使い分けられるよう、カートリッジ式になっている。
ポッドマン
ヴィクター博士が戯れで、調理器具と合体させてしまった悲劇の食器人間。 今は「マミィー・エヴァ」の工具入れとして機能している。
工場をちょこまか歩き回る。博士からは「ハンス」と呼ばれている。
デスマーダー
ウォールゾンビの強化個体。胸に埋め込まれた増幅コアで身体能力が極端にパワーアップを果たす。
固い装甲に身を包み、改造された鋼の両手で敵に襲い掛かる。まさに殺傷のために造られた生ける殺人兵器だが、相変わらず動きは遅い。
オペンハイマー
4本腕で博士の実験を補佐する武器人間。ヴィクター博士から、絶大なる信頼を寄せられている凄腕の執刀医。
死体が死体を改造し、数を増やしていく、悪夢の現場、その監督。彼の手はデビルハンドと呼ばれている。公式サイトの図鑑によれば、元は高名な物理学者だったらしい。
ハンマーヘッド
ウォールゾンビの頭部をシュモクザメ風にした個体。ヴィクター博士の最新作。
彼がクリエイターとしての原点に立ち返り、人類が発明した最も古い工具にリスペクトを捧げて造られた。
ライジング・サン
ヴィクター博士が、日本の研究機関と共同開発した人間風船爆弾。敵機を発見次第、カミカゼスピリットで特攻攻撃を食らわせる。
体内に注入された特殊ガスにより大きく膨れ上がり長距離の空中移動が可能で、大戦時にはジェット気流に乗って戦地を目指す人間風船部隊も編成されていたという。
本編には登場せず、武器人間のツイッターやフェイスブックにてイラストが確認できる。
この他、名前が無い武器人間が多数登場する。

## 日本公開まで
日本版予告編CMのナレーションは大山のぶ代が担当、かつて務めていた『ドラえもん』風のナレーションがネット上で話題となった。
大山による予告編が好評だったことを受け、吹き替えは主要キャラクターの大半に『ドラえもん』のテレビ朝日第一期シリーズと第二期シリーズのレギュラー声優が起用された。当初は大山が出演予定だったが作中のどのキャラクターにも声が合わず、最終的に「ドラえもんのキャストをフル動員したら面白いんじゃないか」と考えた担当者がキャスティングしオファー。初めは全員がオファーを固辞していたものの、小原乃梨子が息子（戸部敦夫）に「出てみたら」と言われたことから出演を決め、これを機に全員が出演を承諾したという。
本来関連性はないが、日本では配給が『ムカデ人間』と同じトランスフォーマーであることに便乗し、『ムカデ人間』に続く人間に一定の物を融合させた『人間シリーズ』として宣伝されている。

## トラブル
2021年5月7日に発売された、ゲーム『バイオハザード ヴィレッジ』に登場する「シュツルム」や「ゾルダート系統」のクリーチャーデザインが、今作に登場するクリーチャーと酷似していると主張しており、訴えはしないものの、カプコンに意見を求めている。 
具体的にはゲームでの「シュツルム」が本作でのジャパンヘッド、「ゾルダート系統」が本作でのケロイダー、デスマーダー等に酷似していることが、映画ファンのTwitterユーザーの目にとまり、それを本作の監督に報告したことで、トラブルが発覚した形となっている。